# Haus Itlingen

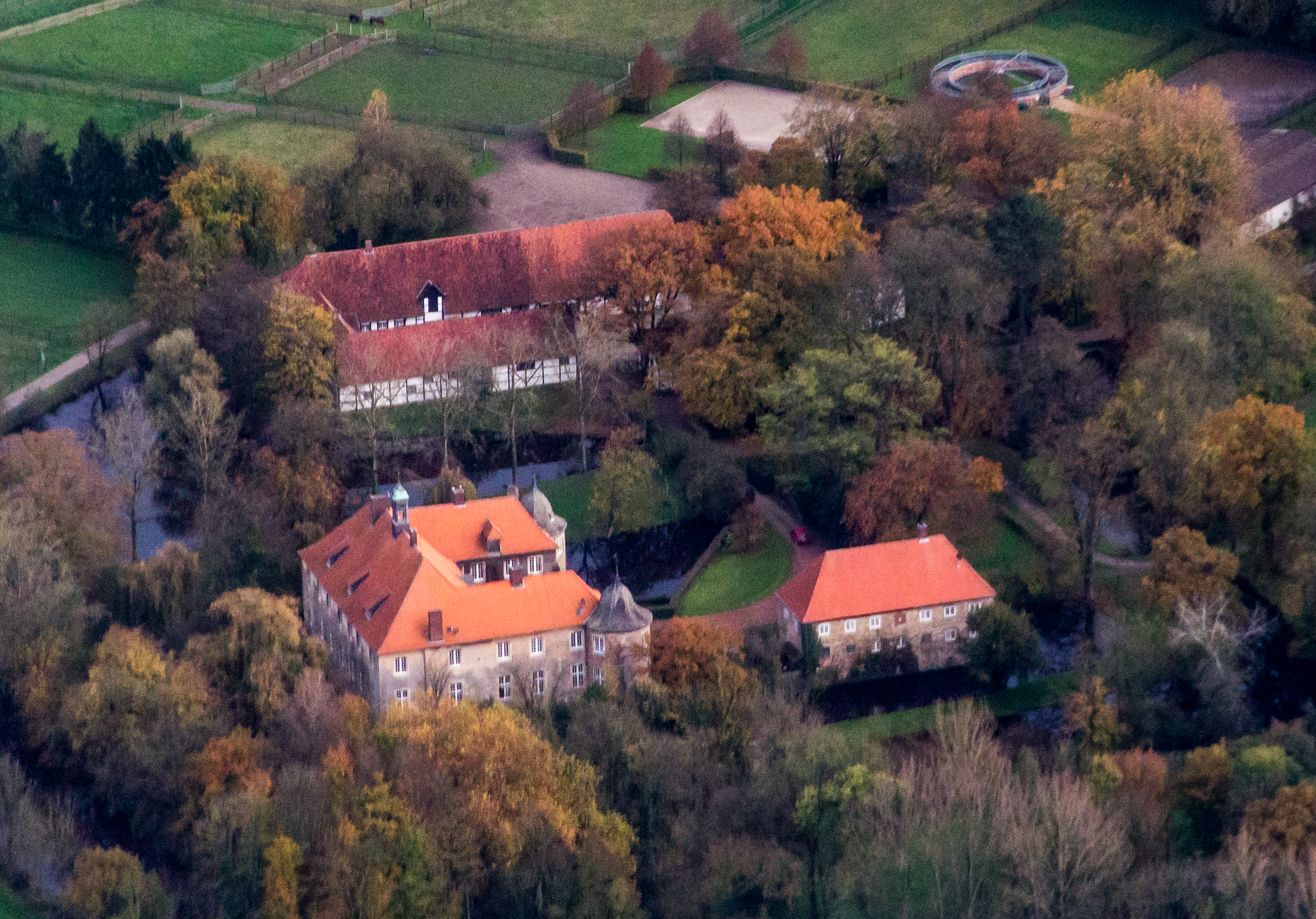
Haus Itlingen (Luftbild, 2014)

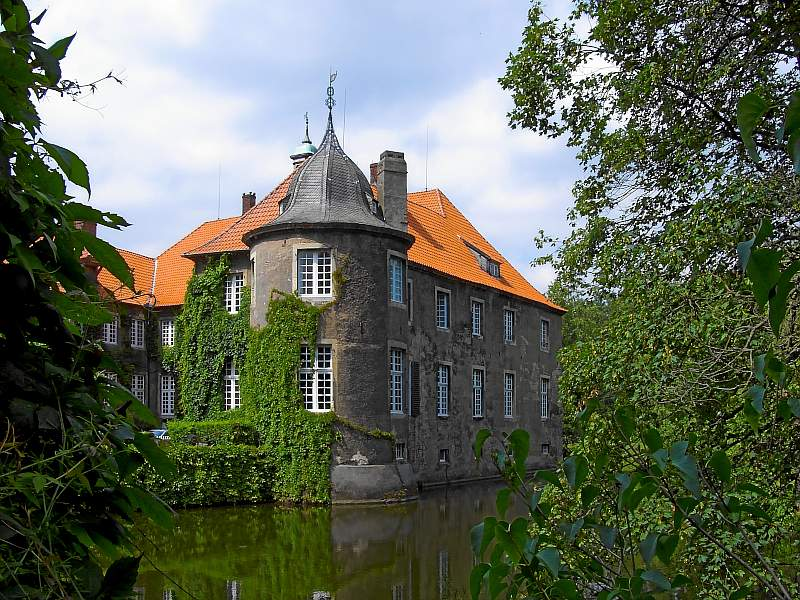
Haus Itlingen

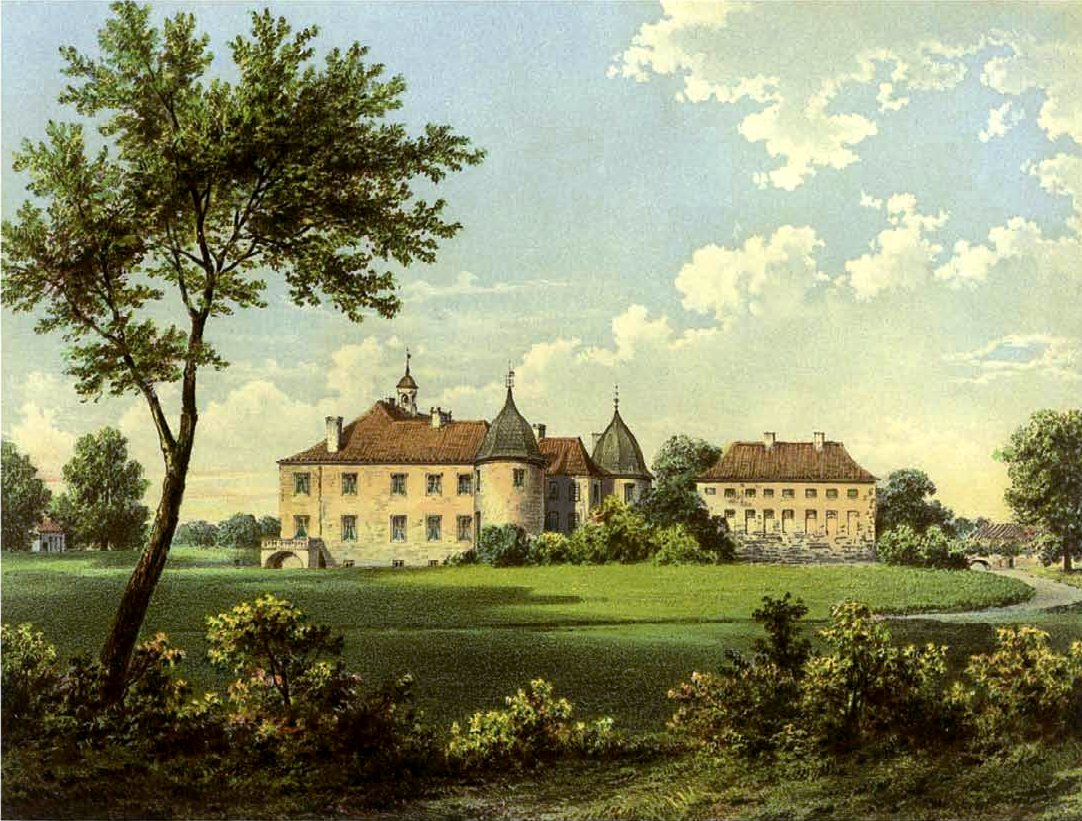
Haus Itlingen um 1860, Sammlung Alexander Duncker

Haus Itlingen befindet sich in der Bauerschaft Forsthövel im Ascheberger Ortsteil Herbern im Münsterland. Es liegt 1,5 Kilometer von Haus Venne in Drensteinfurt entfernt an der L671.

## Zuordnung
Haus Itlingen lässt sich nicht eindeutig als Schloss oder Burg einordnen. Es wird abwechselnd als Wasserschloss oder Wasserburg bezeichnet. Alternativbezeichnungen heben eher den Schlosscharakter hervor: Schloss Itlingen, Schloss im Grünen oder Dornröschenschloss.

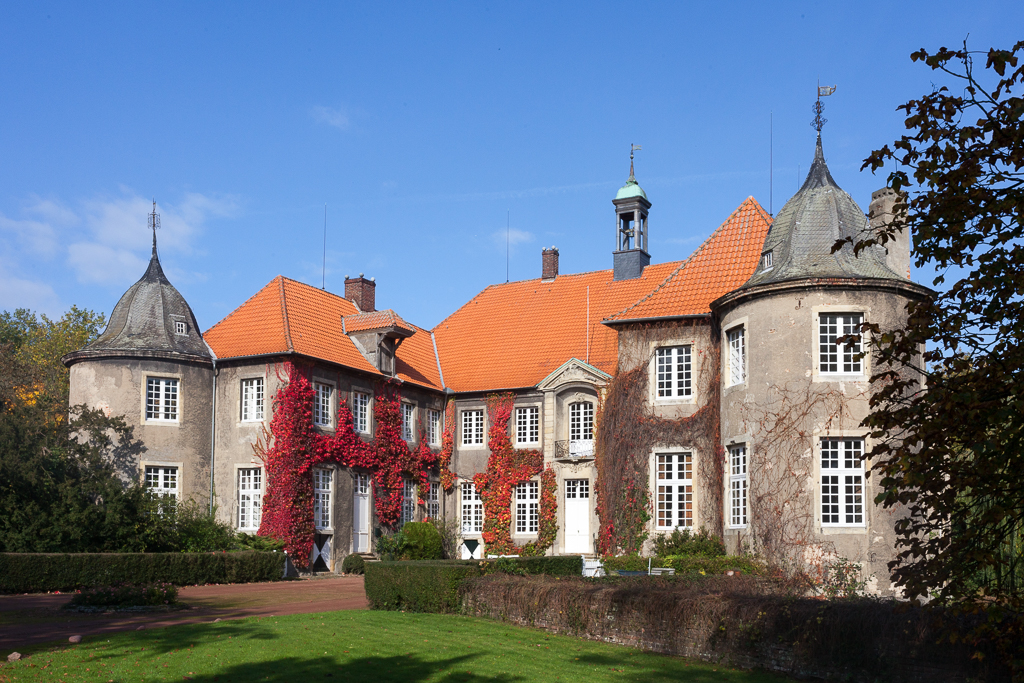
Haus Itlingen, 2013

## Geschichte
Die erste urkundliche Erwähnung des Anwesens war im 14. Jahrhundert. Haus Itlingen gehörte ursprünglich den Herren von Herbern, die wahrscheinlich schon um 1300 dort ansässig waren. Durch Einheirat kam es 1540 in die Hand des westfälischen Adelsgeschlechts von Nagel, in dessen Eigentum es noch steht. Um 1680 ließ Ferdinand von Nagel das heutige Schloss errichten. Im 18. Jahrhundert wurde es von dem Architekten Johann Conrad Schlaun im Barockstil umgebaut und erhielt seine Hufeisenform mit einem Mittelbau und zwei Flügeln, an deren äußeren Flanken Rundtürme den Abschluss bilden.
Auch heute noch befindet sich das Schlossgut im Besitz der Familie, nämlich von Hermann Freiherr von Nagel. Der Vater des heutigen Besitzers war der bekannte Internationale Springreiter Hermann Freiherr von Nagel, der vor dem Zweiten Weltkrieg mit seinem Pferd Wotan viele Nationenpreise gewann. Nach dem berühmten Reiter ist in Herbern der Reit- und Fahrverein benannt. 1954 pachtete der Unternehmer Carl Fastenrath das Schlossgut und errichtete dort das Gestüt Quenhorn, das vor allem als Pensionsgestüt für andere Züchter sich einen Namen machte. Unter anderem wuchsen dort die guten Derby-Sieger Tarim und Zank und auch die Tarim-Tochter Britannia, Mutter der berühmten Borgia und Stammmutter des sehr erfolgreichen Gestüts Ammerland, auf. 1999 übernahm der erfahrene Gestütsleiter Philipp Graf Stauffenberg zusammen mit seiner Frau die Pacht und betreibt dort seitdem unter dem Namen Stauffenberg Bloodstock sowohl eine der bekanntesten Vollblutagenturen des Landes als auch eine eigene sehr international ausgerichtete Zucht. Mit Fantastic Moon, dem Derby-Sieger des Jahres 2023, feierten die Stauffenbergs ihren bislang größten Zuchterfolg.
Seit 2022 ist Schloss Itlingen Sitz der Erich-Kästner-Kinderstiftung.

## Wappen

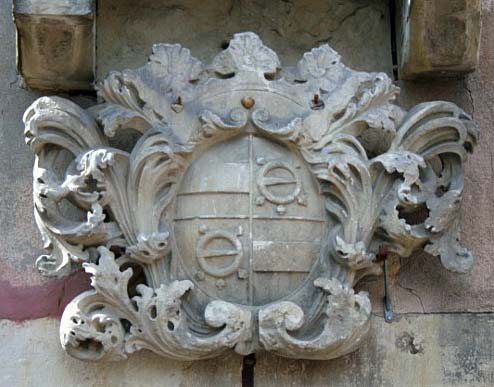
Wappen derer von Nagel

Das Wappen der von Nagel zeigt eine rote Spange auf silbernem Feld.

## Kulisse für TV-Produktionen
Das Haus Itlingen wurde schon mehrmals als Kulisse für TV-Produktionen genutzt:
- Rivalen der Rennbahn; TV-Serie (unter anderem mit Thomas Fritsch)
- Alles Glück dieser Erde; TV-Serie